# Zygmunt Ajdukiewicz

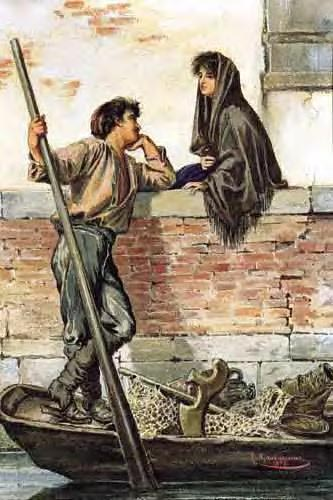
Zygmunt Ajdukiewicz - Miła rozmowa

Zygmunt Ajdukiewicz (ur. 22 stycznia 1861 w Witkowicach pod Tarnobrzegiem, zm. 29 kwietnia 1917 w Wiedniu) – polski malarz, brat stryjeczny Tadeusza Ajdukiewicza.
Naukę malarstwa rozpoczął w Szkole Sztuk Pięknych w Krakowie. W latach 1880–1882 studiował w wiedeńskiej Akademii Sztuk Pięknych, następnie w latach 1883–1885 w Monachium. W 1885 roku osiadł na stałe w Wiedniu. Był malarzem dworskim, malował też sceny rodzajowe i obrazy historyczne. Był ilustratorem Potopu Henryka Sienkiewicza. Wystawiał od 1882 w Krakowie, w Warszawie, we Lwowie, w Wiedniu, Berlinie, Monachium, Pradze. Jego obrazy wyróżniane były medalami w 1891 wielkim złotym medalem na wystawie w Wiedniu i złotym medalem II klasy w Berlinie, w 1898 złotym medalem II klasy w Wiedniu, w 1894 medalem srebrnym we Lwowie. W Muzeum Narodowym znajduje się jego obraz Do miasteczka.